# Kawada Nobushige
Nobushige Kawada (sinh ngày 3 tháng 12 năm 1970) là một cầu thủ bóng đá người Nhật Bản.

## Sự nghiệp câu lạc bộ
Nobushige Kawada đã từng chơi cho Bellmare Hiratsuka.